# Бикбулатов, Фарит Хайбуллович
Фарит Хайбуллович Бикбулатов (8 августа 1936, дер. Максютово, Хайбуллинский район, Башкирская АССР, РСФСР (затем — Зилаирский район, Республика Башкортостан) — 25 ноября 2016, Уфа, Башкортостан, Российская Федерация) — советский, российский башкирский певец, народный артист Башкирской АССР (1986).

## Биография
Окончил профессиональное техническое училище № 1 в Уфе. Принимал активное участие в художественной самодеятельности и общественной жизни училища и города. Отслужил два года в Советской Армии.
После демобилизации пел в городском хоре профсоюзов, играл на сцене театра самодеятельности «Строитель». Окончив ПТУ, устроился на работу в Уфимский моторостроительный завод. В свободное от работы время посещал занятия в драматическом и хоровом кружках, был участником агитбригады при Доме культуры имени Калинина. Коллектив завода рекомендовал его Уфимскому училищу искусств как подающего большие надежды артиста. Он поступил в училище и окончил его вокальное отделение в 1969 году. В 1981 году окончил филологический факультет Башкирско государственного университета (ныне Уфимский университет науки и технологий).
В 1967 году на гастролях коллективов профтехобразований г. Уфы в Польской Народной Республике Фарит Бикбулатов представлял столицу Башкортостана. «Его вокальные выступления с шедеврами башкирского фольклора имели ошеломляющий успех. Многие зарубежные газеты заговорили об ярком таланте молодого певца».
На протяжении 21 года работал на Башкирском государственном телевидении: сначала — диктором (1968), потом — редактором, чуть позже — старшим редактором музыкальной редакции. В последние годы работал на телеканале БСТ, ведущий передачи «Туган мондар» — караоке башкирских песен.
Одновременно занялся сольной песенной карьерой. Его мягкий тембр (лирический тенор) и чувственная манера исполнения покорили сердца слушателей. Некоторые из его песен — «Етегэн шишмэ», «Аккош куле», «Узып барган гумер», «Гармунлы йэшлек» — стали хитами эстрады Башкортостана. «Песни как профессиональных, так и самодеятельных композиторов, исполненные Бикбулатовым, становились шлягерами».
Проявил себя как квалифицированный журналист, профессиональный вокалист, талантливый постановщик и умелый организатор актуальных телепередач, фестивалей, конкурсов. Оказывал профессиональную и человеческую помощь на развитию талантов одарённой молодёжи и творческих коллективов.
Привлекая творческие коллективы и таланты, великий мастер устраивал зрелищные праздники-концерты в больницах, детских домах и школах города.
Его дочь Гульнара от первой супруги Фариты получила юридическое образование и работала заместителем прокурора Республики Башкортостан.
Со второй супругой Гульшат Аминовной прожил до 2009 года вплоть до ее смерти. У супруги в первом браке родился сын Азамат (стал телевизионным журналистом). Гульшат Аминовна работала заместителем главы администрации г. Ишимбая по социальным вопросам. Фарит Бикбулатов жил на два города: Уфа и Ишимбай. После смерти супруги он оставался связан с Ишимбаем. В 2013 году был избран депутатом Государственного Собрания Курултая Республики Башкортостан пятого созыва по Ишимбайскому одномандатному избирательному округу № 42. Выдвинут был региональным отделением Политической партии «Республиканская партия России — Партия народной свободы». 8 сентября 2013 года состоялись выборы, в которых приняли участие 13 140 избирателей (26,2 %). Фарит Бикбулатов получил 6,85 % голосов избирателей
По решению Уфимского городского Совета в 2005 году за заслуги в развитии музыкального искусства и национальной культуры Башкортостана, активное участие в общественной и культурной жизни города ему было присвоено звание почетного гражданина города Уфы.
В 60 лет начал писать картины, создал более 300 живописных работ: основной темой полотен была природа Башкортостана. В 2002—2010 годах в Уфе в Доме-музее Аксакова проводилась выставка его работ.. «Пейзажи Фарита Хайбулловича лиричны, полны света, добра и нежности, так же как и его песни».
В 2012 году в последний раз вышел на сцену, во время юбилейного вечера народного артиста Башкортостана Азата Надергулова.
В августе 2016 он отметил 80-летие, планировал выйти на сцену, однако в ноябре того же года скончался.
Похоронен на Южном кладбище Уфы.

## Награды и звания
- Заслуженный артист Башкирской АССР (1978).
- Народный артист Башкирской АССР (1986).
- Почётный гражданин города Уфы (2005).

Был награждён Почётными грамотами Госкомитета СССР по телерадиовещанию, почётными грамотами комитета защиты Мира, Уфимского городского Совета депутатов трудящихся.